# Nandgaon (Uttar Pradesh)
Nandgaon (hindi नंदगाँव) – miasto w północnych Indiach w stanie Uttar Pradesh, na Nizinie Hindustańskiej.
Populacja miasta w 2001 roku wynosiła 9956 mieszkańców.